# Karinthy Színház
A Karinthy Színház 1982-ben alakult, Hököm Színpad néven színházi kisszövetkezetként. Úttörő tevékenysége, Buda egyetlen folyamatosan játszó, önálló, állandó játszóhellyel rendelkező színházaként, a színházi struktúraváltás egyik példája is, mely ma már sajátos szellemiséget hordozó színházi műhellyé válva mind a szakma és a kritika, mind a közönség támogatását élvezi. A megalakulást a XI. kerületi Tanács bátorsága tette lehetővé.

## A színház története

### A Hököm Színpad
1982-ben két színházi kisszövetkezet (kisvállalkozás) alakult, a Hököm Színpad és a Magyar Színkör. A létrejövő új színházi forma, a régóta vágyott és addig vajúdó színházi struktúraváltás első hírnöke lett.
A Karinthy Márton és Harsányi Gábor társigazgatók vezetésével elsőként kisszövetkezeti formában, állami dotáció nélkül, önfenntartással működő színházi társulás megnyitó előadása 1983. január 22-én délelőtt a Corvin moziban Fekete István Vuk című regényéből készült mesejátéka, majd 27-én este a Kaffka Margit Gimnázium dísztermében, Karinthy Ferenc: Gőz és Hubay Miklós: A zsenik iskolája című egyfelvonásos darabjaival volt. A színháznyitás nagy társadalmi és művészi visszhangot váltott ki.
A Hőköm Színház nem titkolt célja már ekkor is elsősorban a színvonalas szórakoztatás volt a nagy előd, Karinthy Frigyes „ars poeticája”, alapján. A színház elnevezése is tőle származik: a Hőköm Színház című drámakötetének címét „vették kölcsön” a színház-alapítók.
A Budapest Sportcsarnokban 1983-ban bemutatott Végh Antal Miért bántják a magyar futballt, avagy te is fotóztál, haver című porondjátékának bukása, egyben a színházi vállalkozás végét is megjósolta. A sportcsarnoki szuperprodukciók elődje akkor még össztársadalmi ellenérzést váltott ki. A kritika a színházon verte el a port, és zavartságát támadásba bujtatta. A Karinthy Színház elődje, a Hököm Színpad azonban nem adta fel, hogy a megmerevedett színházi élet egyik úttörőjeként életben maradjon. A vándorlások évei kezdődtek. Először a MOM kultúrházban léptek fel, majd a Marczibányi téri Művelődési Központban. Előadásokat tartottak azonkívül mindenütt, ahol lehetett, és ahol befogadták őt. Szinte nincs olyan vidéki város, ahol például Vuk című gyermekelőadásukkal ne jártak volna.
Négy évadot töltöttek el egyetlen pesti játszóhelyükön a Rákóczi tér melletti Gutenberg Művelődési Otthonban. A színház felújításában aktív szerepet vállalva, színházi centrumot alakítottak itt ki az évadok során. Olyan nagy sikerű műsorokkal, mint a 100 előadást megért Švejk és Tamás bátya kunyhója, a Karinthy ihlette A bűvös szék, vagy akár a Mágnás Miska. Rendszeres gyerekelőadásaik mindvégig sikeresek voltak: A Hercegnő és a Varázsló, Ali baba és a rablók, Peti meg a Róka.

### Karinthy Színház
1988-ban jelentős fordulat történt a színház életében. Nevüket Karinthy Színházra változtatva elfoglalták azóta is működő XI. kerületi helyiségüket, a volt Haladás mozi épületét a Bartók Béla út 130. alatt. Így lett Budának saját, folyamatosan állandó épületben játszó, új színháza. Nincs saját társulata, a színészeket előadásokra szerződtetik. Tevékenységét az önkormányzat támogatja.
A kezdeti elhatározások szerint színházi formákhoz a kabarét – esetleg később a felélesztett orfeumot – és a mozit társították. Az első premier 1988. december 12-én este John Steinbeck Egerek és emberek című darabja volt, amelyet egy Agatha Christie-krimi, újabb Karinthy-összeállítást, és a két világháború közötti kabaréirodalomból szerkesztett est is követett. A színházi programok részévé kívántak tenni klubesteket, színész-közönség találkozókat. Klubhelyiségük stúdiószínpadán kísérleteiket – elsőként talán magyar abszurdot – mutatták be. Az új színházba „betársult” a Helikon Film is, amely délutánonként, és a színpadi előadás nélküli estéken saját forgalmazású filmjeit vetítette (elsőként – december 20-tól – az Átjáró az élet és halál között című francia filmet játszották, Alain Delon főszereplésével.
A Karinthy Színház alapprogramja az új helyiségben sem változott. Így mindhárom Karinthy (Frigyes, Ferenc és Márton) műveken túl, továbbra is elsősorban magyar szerzők sorát tartja műsorán: Hubay Miklós, Szakonyi Károly, Páskándi Géza, Fekete István, Szomory Dezső, Molnár Ferenc, Aszlányi Károly, Vadnay László, Szerb Antal, Gábor Andor, Tabi László, Kellér Dezső, Eisemann Mihály, Örkény István, Nóti Károly, Gyárfás Miklós, Moldova György, Csurka István, Mikszáth Kálmán, Hunyady Sándor, Fodor László, Márai Sándor, Móricz Zsigmond, Kosztolányi Dezső és mások műveinek bemutatásával.
Karinthy Márton, alapító igazgató 2019 novemberében elhunyt. A színház 2019 decemberében jelentette be, hogy a korábbi igazgató végrendeletének értelmében a színházat lánya, Karinthy Vera, produkciós vezetőként Katz Petra és Major Attila, művészeti vezetőként pedig Földes Eszter vezetik tovább.
2020 elején kiderült azonban, hogy az intézményt a korábbi terveknek megfelelően nem tudják üzemeltetni, finanszírozási problémák adódtak. 2020 májusában bejelentették, hogy az Emberi Erőforrások Minisztériuma 300 millió forint ellenében megvásárolja a színházat, amelyet ezután a Magyar Teátrumi Társaság üzemeltet. A cél a színház további, hosszú távú működésének fenntartása, valamint a Karinthy Márton által kijelölt művészi irány, hagyományok továbbvitele. A színház ügyvezető igazgatója 2021 januárja és júniusa között Bakos-Kiss Gábor volt. 2021. július 1-től az intézmény vezetője Berettyán Nándor lett. 2022-től az ügyvezető igazgató Olt Tamás, a művészeti vezető Berettyán Nándor lett.
2023-tól a színház kis létszámú, ám saját társulattal rendelkezik, amely újabb mérföldkő a teátrum életében. A 2023/2024-es évadtól a színház művészeti vezetője Ilja Bocsarnikovsz.

## Az épület

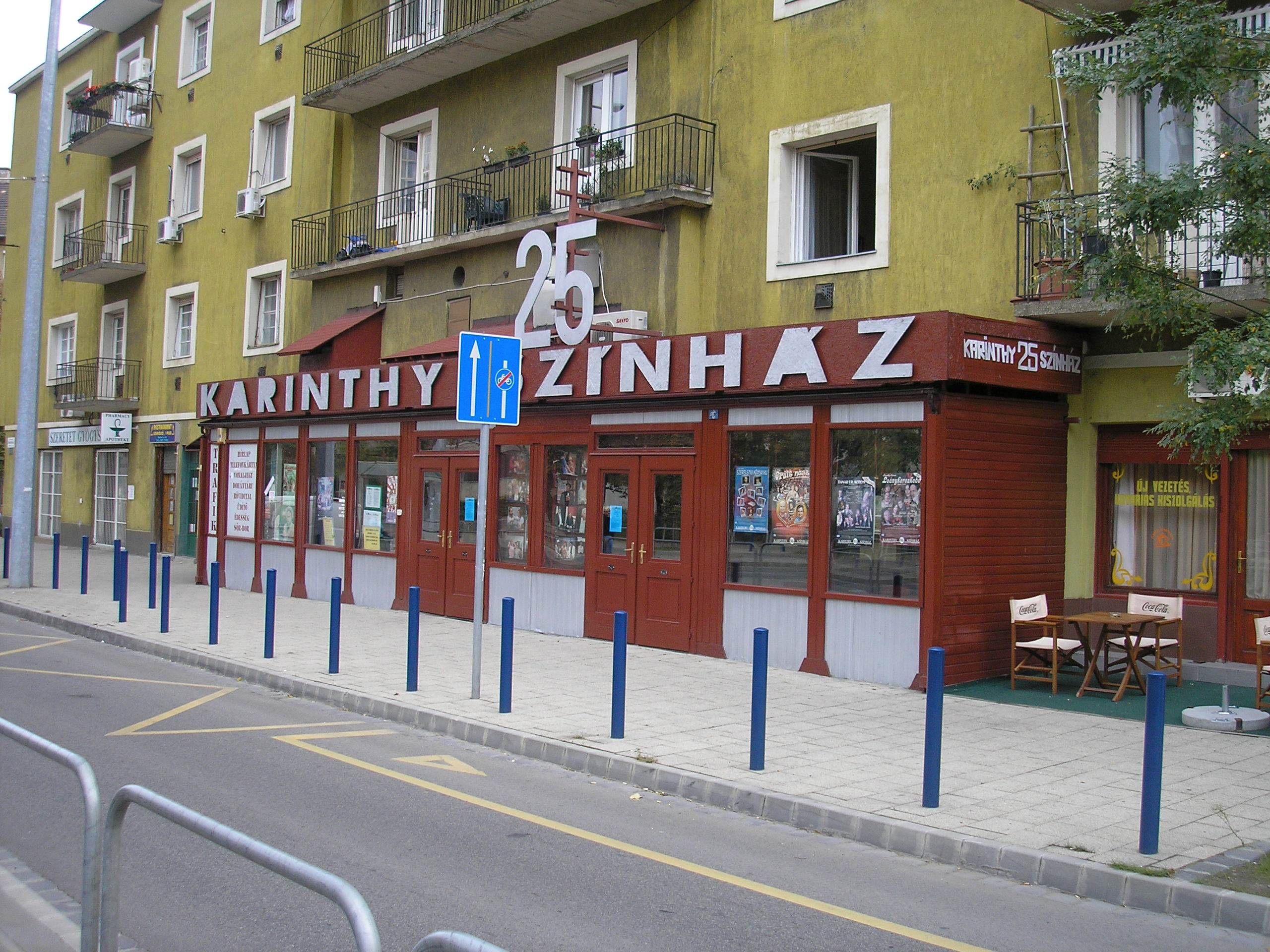
A színház 2007-ben

A XI. kerületben, a Bartók Béla úton található, 1932-ben épült bérházban, a második világháború előtti időkben Hunnia moziként működő, volt Haladás mozi épületében 1988 óta működik Buda egyetlen állandó játszóhellyel rendelkező, magánszínházként játszó önálló színháza, a Karinthy Színház. A helyiség felújítását a vállalkozás maga finanszírozta. A rekonstrukcióhoz kaptak ötmillió forint bankkölcsönt, amiből rendbe hozatták az épületet – és amit megtermelve az évek során fizettek vissza –, illetve a Művelődési Minisztérium is adott egymilliót. Az épület a XI. kerület tulajdona, a helyiség használati joga a színházé.
A nézőtér az utcaszinttől, körülbelül egy méterrel mélyebben fekszik, ez a korábbi mozi funkcióból ered, így megfelelő lejtését tudtak biztosítani a „kukucskáló” színház érzését keltő nézőtérhez. A földszinti és karzati ülőhelyeken 230 néző fér el. Mivel a zsinórpadlás nélküli színpad – ami tömege hátrafele kinyúlik a lakóház tömegéből – fala egyben a lakóház hátsó utcai fala is, ezért a díszleteket szűkösen, az utcára nyíló ajtón keresztül tudják mozgatni. A díszletek raktározását szomszédos utcákban tudják megoldani. Az öltözők a színpad mellett, a raktárral szinte egybeolvadva működnek. A lakóházi elhelyezkedés miatt adódó szűkösség ellenére a kerület gyakran látogatott színháza.
2001-ben, a Bartók Béla úton a színházat befogadó lakóház elé az utcára kinyúló hozzáépítést, ami mintegy hosszú trafikos bódé szerű, vörösre festett fa portál, tetején nagy „Karinthy Színház” felirattal, az előtér és jegypénztár bővítése tette szükségessé. Az előtérből egy kisebb társalgó, illetve innen a büfé nyílik. 2000-ben, a Budapesti Operettszínház felújítása során lecserélt a Honthy Hannát is látott függönyöket és a székek egy részét, melyek Karinthy Márton gyerekkorát is hordozzák, jelképes összegért kapta meg a színház. A 2010-es évekre a helyiség három lakással – melyek közül egy 2011-ben nyílt meg próbateremként, stúdió- és szobaszínpadként –, egy elárvult papírüzlet helyiséggel – amit a színháztulajdonos kölcsönből vásárolt meg és lett belőle az előtérként funkcionáló helyiség – és egy raktárhelyiségekkel bővült.

## Igazgatók
|  | Karinthy Márton (1982-2019)  |
|  | Bakos-Kiss Gábor (2021)      |
|  | Berettyán Nándor (2021-2022) |
|  | Olt Tamás (2022–)            |

## Társulat (2024/2025)

### Vezetés
- Igazgató: Olt Tamás
- Művészeti vezető: Ilja Bocsarnikovsz
- Produkciós vezető: Major Attila

### Színészek
- Balázs Andrea
- Dobra Mara
- Karácsony Gergely
- Kovács Vecei Fanni
- Lux Ádám
- Mikecz Estilla
- Mohácsi Norbert
- Németh Gábor
- Vándor Éva

### Vendégművészek
- Árpa Attila
- Balaskó Bence
- Bánovits Vivianne
- Benedek Dániel
- Bodrogi Gyula
- Bokor Barna
- Boros Ádám
- Bozó Andrea
- Csapó Judit
- Csere László
- Csizmadia Gergely
- Dányi Krisztián
- Dobó Kata
- Egri Kati
- Előd Álmos
- Erdélyi Tímea
- Fándly Csaba
- Fedinecz Pál
- Fejszés Attila
- Fellinger Domonkos
- Fila Balázs
- Galló Ernő
- Gulyás Ádám
- Hermányi Mariann
- Horváth Zsuzsa
- Inoka Péter
- Jenes Kitti
- Juhász Jázmin
- Katona László
- Katona Levente
- Kiss Gábor
- Kocsis Dénes
- Kocsis Judit
- Koltai Vivien
- Kovács Krisztián
- Köleséri Sándor
- Kubik Anna
- Kuna Kata
- Lázár Balázs
- Marton Róbert
- Maszlay István
- Menczel Andrea
- Mészáros András
- Mészáros Tibor
- Mihályi Győző
- Miller Zoltán
- Molnár Zsuzsa
- Móré Viktória
- Mucsi Zoltán
- Nagyváradi Erzsébet
- Orosz Ákos
- Pallag Márton
- Pápai Erika
- Pápai Rómeó
- Papp János
- Pásztor Ádám
- Pásztor Tibor
- Peller Károly
- Pusztaszeri Kornél
- Réti Barnabás
- Scherer Péter
- Schnell Ádám
- Sóvári-Fehér Anna
- Sütő András
- Szabó Sebestyén László
- Szacsvay László
- Szalontay Tünde
- Szelle Szilárd
- Tarlós Ferenc
- Tenki Dalma
- Tóth Szilvia Lilla
- Vadász Gábor
- Vándor Éva
- Vecsei László
- Vertig Tímea
- Virágh Panna

## Örökös tagok
- Egri Kati
- Szacsvay László

## A bemutatott előadások listája

### Karinthy Márton rendezésében

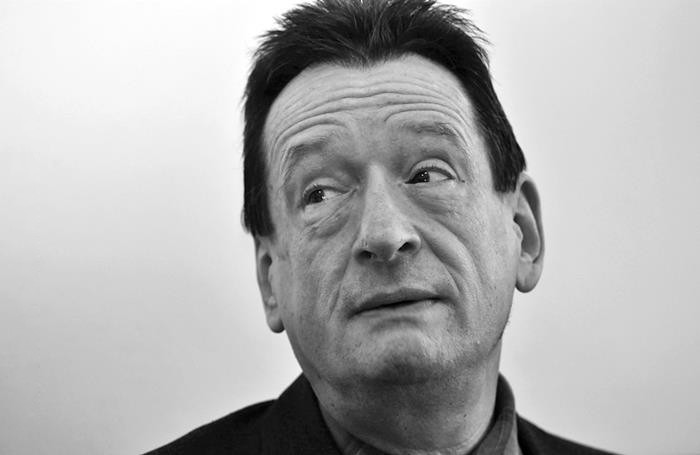
Karinthy Márton (Stekovics Gáspár felvétele)

#### A Hököm Színpadon
- Fekete István: Vuk (1982)
- Hubay Miklós: A zsenik iskolája (1982)
- Karinthy Ferenc: Gőz (1982)
- Végh Antal: Miért bántják a magyar futballt? Avagy te is totóztál haver? (1983)
- Aszlányi Károly: Amerikai komédia (1983)
- Karinthy Ferenc: Gellérthegyi álmok (1984)
- Romhányi József-Rigó Béla: Dr. Bubó házassága (1984)
- Csehov: A dohányzás ártalmasságáról (1984)
- Csehov: Leánykérés (1984)
- Csehov: Medve (1984)
- Páskándi Géza: Szeretők a hullámhosszon (1984)
- Hašek: Švejk, a derék katona (1985)
- Beecher Stowe–A. Brustein: Tamás bátya kunyhója (1986)
- Harsányi Gábor: Meghódítjuk Amerikát! (1986)
- Karinthy Frigyes: A bűvös szék, avagy ki az őrült a csárdában (1987)
- Szirmai–Bakonyi–Gábor: Mágnás Miska (1987)

Színigazgatóként bemutatta Csongrádi Mária gyermekelőadásait: A Hercegnő és a Varázsló (1985), Ali Baba meg a Rablók (1986), Peti meg a Róka (1987)

#### A Karinthy Színházban
- John Steinbeck: Egerek és emberek (1988)
- Agatha Christie: Az egérfogó (1988)
- Ágoston György: Miből élnek itt az emberek? (1989)
- Karinthy Frigyes: Lepketánc (1989)
- Gyárfás Miklós: Mennyei riport (1989)
- Vitéz-Vadnay-Ágoston: Meseautó (1989)
- Bradányi Iván: Vidám válás (1990)
- Méray Tibor: Búcsúlevél (1991)
- Moreto: Donna Diána (1991)
- Crowley: Fiúk a csapatból (1992)
- Fierstein: Kakukktojás (1993)
- Vadnay László: A csúnya lány (1993)
- Neil Simon: A nagymama soha (1994)
- Szakonyi Károly: Adáshiba (1994)
- Aszlányi-Karinthy-Gyulai Gaál-Romhányi: A hét pofon (1995)
- Priestley: Váratlan vendég (1996)
- Karinthy Márton: Korai fagy (Filmadaptáció) (1996)
- Karinthy Frigyes- Szakonyi Károly: Tanár úr, kérem! (1996)
- Poiret: Őrült nők ketrece (1997)
- Karinthy Frigyes: Ki a normális? avagy A marha férj (1997)
- Szerb Antal: Ex – királyi szélhámosság (1998)
- Tabi László: Spanyolul tudni kell (1999)
- Kellér Dezső – Zerkovitz Béla: Az alvó férj (1999)
- Albert Kesselring: Arzén és levendula (2000)
- Eisemann Mihály: Bástyasétány 77 (2000)
- William Shakespeare: Harmadik Richárd (2000)
- Karinthy Ferenc: Szellemidézés (2002)
- Karinthy Márton: Lassú felmelegedés (Filmadaptáció) (2003)
- Bacsó Péter-Vajda Kati: A tanú (2003)
- Nóti Károly: Szeressük egymást (2004)
- Gyárfás Miklós-Vajda Anikó-Vajda Katalin: Butaságom története (2005)
- Vajda Anikó: Szerelem@könyv.hu (2006)
- Marcel Achard: Dominó (2008)
- Bernard Shaw: Tanner John házassága (A Don Juan-kód) (2008)
- Jane Austen: Büszkeség és balítélet (2009)
- Moldova György: Te furcsa katona! (2010)
- Fodor László: A templom egere (2011)
- Mikszáth Kálmán: Szent Péter esernyője (2011)
- J. M. Barrie: Egyenlőség (2012)
- Vaszary Gábor: Klotild néni (2013)
- Karinthy Ferenc: Nők (Aranyidő) (2013)
- Nóti Károly-Fényes Szabolcs-Szenes Iván: Nyitott ablak (2014)
- Marcel Achard: A bolond lány (2015)
- Dunai Ferenc: A nadrág (2015)
- Aszlányi Károly: Péter, avagy szélhámos kerestetik (2016)
- Thornton Wilder: A mi kis városunk (2017)

#### Színházigazgatóként bemutatta
- Karinthy Frigyes: Minden másképp van. rendező: Wiegmann Alfréd
- Gershe: A pillangók szabadok. Rendező: Mészáros Károly
- Coburn: Kopogós römi. Rendező: Valló Péter
- Mastrosimone: Az erőszak határai. Rendező: Christian Heppinstall
- Harsányi Gábor: Sztriptízbár a Cityben. Rendező: Harsányi Gábor
- Molnár Ferenc: Delila. Rendező: Christian Heppinstall
- Shakespeare: A vihar. A Pelegrinus Színház vendégjátéka
- Karinthy Ferenc: Hatkezes (Bösendorfer, Dunakanyar) Rendező: Berényi Gábor
- Gábor Andor: Ciklámen. Rendező: Honti György
- Örkény István: Macskajáték. Rendező: Dávid Zsuzsa
- Alfonso Paso: Ön is lehet gyilkos. Rendező: Böröndi Tamás
- Harling: Acélmagnóliák. Rendező: Bencze Ilona
- Karinthy Ferenc: Leánykereskedő. Rendező, Cserje Zsuzsa
- Ann Jelicoe: A trükk. Rendező: Naszlady Éva
- Neil Simon: A Napsugár Fiúk. Rendező: Szőke István és Koltai Róbert
- Vadnay-Nóti Zágon-Eisemann: Hippolyt a lakáj. Rendező: Szőke István
- Vadnay-Békeffi-Márkus: Tisztelt Ház. Rendező: Szurdi Miklós
- Molière: Tudós nők. Rendező: Kéri Kitty
- Taylor: A Bermuda háromszög botrány. Rendező: Bodrogi Gyula
- Verebes István: Hat celeb keres egy szorzót. Rendező: Verebes István
- Stephen King: Tortúra. Rendező: Iványi Árpád, (2010)
- Somerset Maugham: Csodás vagy, Júlia. Rendező: Szalma Doroty (2010)
- Márai Sándor: Eszter hagyatéka. Rendező: Szalma Doroty (2010)
- Márai Sándor: Válás Budán. Rendező: Kőváry Katalin (2010)
- Robert Thomas: Szegény Dániel. Rendező: Kőváry Katalin (2011)
- Vajda Anikó: Prima Donna, avagy a Balaton csillaga. Rendező: Czeizel Gábor
- Federico Fellini-Pataki Éva: Cabiria éjszakái. Rendező: Mészáros Márta
- Csurka István: Eredeti helyszín. Rendező: Böhm György (2011)
- Nóti Károly: Süt a Hold. Rendező: Kiss Gábor (2011)
- Mark Twain: Koldus és királyfi Rendező: Heidinger Zoltán
- Mark Twain: Tom Sawyer kalandjai.Rendező: Heidinger Zoltán
- Hunyady Sándor-Márkus Alfréd: Lovagias ügy. Rendező: Verebes István (2011)
- Vámos Miklós: Marilyn Monroe csodálatos halála. Rendező: Böhm György (2012)
- Békeffi István-Stella Adorján:Janika. Rendező: Honti György (2012)

### Cseke Péter rendezései
- Katajev:Bolond vasárnap
- Feydeau: A női szabó
- Somerset Maugham: Dzsungel
- Axelrod: Good bye Charlie!
- Vajda Anikó: Őrült nász, avagy esküvő a lokálban
- Joe Bettancourt: A New York-i páparablás
- Gábor Andor: Dollárpapa

### Vidovszky György rendezései
- Frank Wedekind: A tavasz ébredése
- Móricz Zsigmond: Árvácska
- Kosztolányi Dezső: Aranysárkány
- Jegyzetek az Anna Frank naplójához

### További bemutatók
- Ron Clarc-Sam Bobrick: Én, te őt! Rendező: Verebes István (2012)
- Molnár Ferenc: Az ördög. Rendező: Balikó Tamás (2013)
- Vörösmarty Mihály: Csongorok, Tündék. Rendező: Tóth Miklós (2013)
- Csathó Kálmán-Deres Péter: Te csak pipálj, Ladányi. Rendező: Kőváry Katalin (2013)
- Szász Péter-Aldobolyi Nagy György-Verebes István: Whisky esővízzel. Rendező: Verebes István (2013)
- Lengyel Menyhért: Róza. Rendező: Benedek Miklós (2014)
- Antoine de Saint-Exupery: A kis herceg. Rendező: Botos Éva (2014)
- Molnár Ferenc: Olympia. Rendező: Korcsmáros György (2015)
- Peter Quilter: Csalogány család. Rendező: Kőváry Katalin (2015)
- Murray Shisgal: Második nekifutás. Rendező: Szilágyi Tibor (2015)
- Nell Dunn: Gőzben. Rendezte: Korcsmáros György (2016)
- Hilbert Janosa: Rozsda lovag és Fránya Frida. Rendezte: Bozsik Yvette (2016)
- Joe Orton: Szajré. Rendezte: Böhm György (2016)
- Kander-Ebb-Masteroff: Nercbanda (70 Girls 70!) Rendezte: Korcsmáros György (2016)[9]
- Stephen King-William Goodman: Tortúra (Új bemutató) Rendezte: Iványi Árpád (2017)
- Ronald Harwood: Szembesítés (A karmester) Rendezte: Szántó Erika (2017)
- Zsurzs Kati: Zsuzsika hangja. Rendezte: Zsurzs Kati (2017)
- Eisemann Mihály-Harsányi Zsolt-Zágon István: XIV. René. Rendezte: Csizmadia Tibor (2017)
- Molnár Ferenc: Az ördög. Balikó Tamás rendezését színpadra állította: Szabó P. Szilveszter (2017)
- Rejtő Jenő nyomán: A piszkosak (Koprodukció a Nézőművészeti KFT-vel.) Rendező: Scherer Péter (2018)[forrás?]
- Karinthy Frigyes-Deres Péter-Nyitrai László-Máthé Zsolt: Tanár úr kérem (musical) Rendezte: Simon Kornél (2018)[forrás?]

A Hököm Stúdióban
- Benedek Albert: Degeneráció. Rendező: Kovács Henrietta
- Karinthy Ferenc: Gellérthegyi álmok. Rendező: Kovács Henrietta
- Grimm-Szuda-Barna: Hamupipőke. Rendező: Kovács Henrietta
- Thuróczy Katalin: Pandora szelencéje. Rendező: Dányi Krisztián